# Bojan Veličković
Bojan Veličković, cyr. Бојан Величковић (ur. 18 grudnia 1988 w Nowym Sadzie) – serbski zawodnik mieszanych sztuk walki (MMA) walczący w kategorii półśredniej. Walczył dla takich organizacji jak WFC, MMA Attack, UFC, PFL. Aktualnie związany kontraktem z federacją Oktagon MMA, w której jest zwycięzcą turnieju wagi półśredniej z 2023 roku.

## Życiorys
Urodzony i wychowany w Nowym Sadzie, w Serbii Veličković zaczął trenować judo w wieku dziesięciu lat, a następnie w wieku 14 lat przeszedł rozpoczął treningi muay thai. Następnie w wieku 22 lat rozpoczął treningi brazylijskiego jiu-jitsu i mieszanych sztuk walki. W muay thai jego rekord wynosi 14–2.

## Osiągnięcia

### Mieszane sztuki walki
- Oktagon MMA
  - 2023: Zwycięzca turnieju Oktagon Tipsport Gamechanger w wadze półśredniej
- Resurrection Fighting Alliance
  - 2016: Mistrz Resurrection Fighting Alliance w wadze półśredniej
- Tesla Fighting Championship
  - 2014: Mistrz Tesla FC w wadze średniej
- Ultimate Fighting Championship
  - 2017: Bonus za występ wieczoru po walce z Nico Musoke

- Serbian Battle Championship
  - 2020: Mistrz Serbian Battle Championship w wadze półśredniej

## Lista zawodowych walk w MMA
| Wynik     | Bilans  | Przeciwnik (bilans przed walką) | Rozstrzygnięcie                              | Runda | Czas | Rozgrywki                                | Data       | Miejsce             | Uwagi |
| --------- | ------- | ------------------------------- | -------------------------------------------- | ----- | ---- | ---------------------------------------- | ---------- | ------------------- | --- |
| Przegrana | 25-13-2 | Ronald Paradeiser (21-9)        | TKO (kontuzja nogi)                          | 1     | 1:31 | Oktagon 72: Vémola vs. Végh 3            | 14.06.2025 | Praga               | |
| Wygrana   | 25-12-2 | Andreas Michailidis (16-6)      | Poddanie (duszenie zza pleców)               | 3     | 3:21 | Oktagon 51: Michailidis vs. Veličković   | 29.12.2023 | Praga               | Wygrał finał turnieju Tipsport Gamechanger w kategorii półśredniej. Main Event                                                                        |
| Wygrana   | 24-12-2 | David Kozma (32-12)             | TKO (ciosy pięściami w parterze)             | 1     | 3:43 | Oktagon 46: Dalisda vs. Austin           | 16.09.2023 | Frankfurt nad Menem | Półfinał turnieju Tipsport Gamechanger w kategorii półśredniej                                                                                        |
| Wygrana   | 23-12-2 | Christian Jungwirth (14-6)      | Decyzja (jednogłośna)                        | 3     | 5:00 | Oktagon 44: Langer vs. Poppeck           | 17.06.2023 | Oberhausen          | Ćwierćfinał turnieju Tipsport Gamechanger w kategorii półśredniej                                                                                     |
| Wygrana   | 22-12-2 | Ion Surdu (12-4)                | Poddanie (duszenie anaconda)                 | 1     | 2:55 | Oktagon 40: Tipsport Gamechanger         | 04.03.2023 | Ostrawa             | Walka turniejowa Tipsport Gamechanger w kategorii półśredniej                                                                                         |
| Przegrana | 21-12-2 | Leandro Silva (25-10-1)         | Decyzja (niejednogłośna)                     | 3     | 5:00 | Oktagon 36: Eckerlin vs. de Oliveira 2   | 15.10.2022 | Frankfurt nad Menem | |
| Wygrana   | 21-11-2 | Máté Kertész (11-4)             | Decyzja (jednogłośna)                        | 3     | 5:00 | Oktagon Prime 5: Kertész vs. Veličković  | 26.03.2022 | Šamorín             | Main Event |
| Przegrana | 20-11-2 | David Kozma (28-11)             | TKO (ciosy pięściami)                        | 4     | 3:16 | Oktagon 29: Kozma vs. Veličković         | 04.12.2021 | Ostrawa             | Pojedynek o pas mistrzowski Oktagon MMA w wadze półśredniej. Main Event                                                                               |
| Wygrana   | 20-10-2 | Carlo Prater (34-22-1)          | TKO (ciosy pięściami)                        | 1     | 2:44 | Oktagon 27: Buchinger vs. Barborík       | 11.09.2021 | Bratysława          | |
| Wygrana   | 19-10-2 | Emmanuel Dawa (9-4)             | TKO (przerwanie przez lekarza)               | 1     | 5:00 | Oktagon 25: Buday vs. Minda              | 19.06.2021 | Brno                | Debiut w Oktagon MMA |
| Wygrana   | 18-10-2 | Vladislav Kanchev (11-5-2)      | Decyzja (jednogłośna)                        | 3     | 5:00 | Serbian Battle Championship 29           | 07.10.2020 | Nowy Sad            | Zdobył pas mistrzowski Serbian Battle Championship w wadze półśredniej                                                                                |
| Wygrana   | 17-10-2 | Danillo Santos (5-0)            | Poddanie (duszenie gilotynowe)               | 2     | 0:59 | Serbian Battle Championship 27           | 14.03.2020 | Vrbas               | |
| Przegrana | 16-10-2 | João Zeferino (23-9)            | Decyzja (jednogłośna)                        | 3     | 5:00 | PFL 2019 #4: Regular Season              | 11.07.2019 | Atlantic City       | |
| Przegrana | 16-9-2  | Handesson Ferreira (13-2-1)     | Decyzja (jednogłośna)                        | 3     | 5:00 | PFL 2019 #1: Regular Season              | 09.05.2019 | Uniondale           | |
| Przegrana | 16-8-2  | Magomied Magomiedkerimow (21-5) | TKO (ciosy pięściami)                        | 2     | 3:13 | PFL 2018 #10: Playoffs                   | 20.10.2018 | Waszyngton          | Półfinał turnieju PFL 2018 w wadze półśredniej. |
| Remis     | 16-7-2  | Abubakar Nurmagomiedow (15-2)   | Remis (jednogłośny)                          | 2     | 5:00 | PFL 2018 #10: Playoffs                   | 20.10.2018 | Waszyngton          | Ćwierćfinał turnieju PFL 2018 w wadze półśredniej. Eliminowany przez dogrywkę w pierwszej rundzie. Później awansował z powodu kontuzji Nurmagomiedowa |
| Przegrana | 16-7-1  | Magomied Magomiedkerimow (19-5) | Decyzja (jednogłośna)                        | 3     | 5:00 | PFL 2018 #6: Regular Season              | 16.08.2018 | Atlantic City       | |
| Wygrana   | 16-6-1  | Jonatan Westin (10-2)           | TKO (ciosy pięściami)                        | 2     | 2:50 | PFL 2018 #3: Regular Season              | 05.07.2018 | Waszyngton          | Debiut w PFL |
| Przegrana | 15-6-1  | Jake Matthews (11-3)            | Decyzja (niejednogłośna)                     | 3     | 5:00 | UFC Fight Night 121: Werdum vs. Tybura   | 19.11.2017 | Sydney              | |
| Przegrana | 15-5-1  | Darren Till (14-0-1)            | Decyzja (jednogłośna)                        | 3     | 5:00 | UFC Fight Night: Struve vs. Volkov       | 02.09.2017 | Rotterdam           | |
| Wygrana   | 15-4-1  | Nico Musoke (13-4-1)            | KO (ciosy pięściami)                         | 3     | 4:37 | UFC Fight Night: Gustafsson vs. Teixeira | 28.05.2017 | Sztokholm           | Bonus za występ wieczoru |
| Przegrana | 14-4-1  | Sultan Aliev (13-2)             | Decyzja (niejednogłośna)                     | 3     | 5:00 | UFC on Fox: VanZant vs. Waterson         | 17.12.2016 | Sacramento          | |
| Remis     | 14-3-1  | Michael Graves (6-0)            | Remis (większościowy)                        | 3     | 5:00 | UFC 201                                  | 30.07.2016 | Atlanta             | |
| Wygrana   | 14-3    | Alessio Di Chirico (9-0)        | Decyzja (jednogłośna)                        | 3     | 5:00 | UFC Fight Night: Rothwell vs. dos Santos | 10.04.2016 | Zagrzeb             | Debiut w UFC w wadze średniej |
| Wygrana   | 13-3    | Benjamin Smith (15-3)           | Poddanie (duszenie gilotynowe)               | 3     | 1:51 | RFA 34: Veličković vs. Smith             | 15.01.2016 | Broomfield          | Zdobył wakujące mistrzostwo RFA w wadze półśredniej                                                                                                   |
| Wygrana   | 12-3    | Vardan Sholinian (5-1)          | Decyzja (jednogłośna)                        | 3     | 5:00 | RFA 31: Smith vs. Marunde                | 09.10.2015 | Las Vegas           | Limit umowny do 79,4 kg |
| Wygrana   | 11-3    | Charles Byrd (6-3)              | Decyzja (jednogłośna)                        | 3     | 5:00 | AXS TV Fights: RFA vs. Legacy Superfight | 08.05.2015 | Tunica Resorts      | |
| Wygrana   | 10-3    | Chris Hugh (16-9)               | TKO (ciosy pięściami)                        | 1     | 4:40 | RFA 24: Smith vs. Romero                 | 06.03.2015 | Prior Lake          | |
| Przegrana | 9-3     | Gilbert Smith (9-3)             | Decyzja (większościowa)                      | 3     | 5:00 | RFA 20: Sanders vs. Mercado              | 07.11.2014 | Broomfield          | Debiut w wadze półśredniej |
| Wygrana   | 9-2     | Nikolay Aleksakhin (13-2)       | Poddanie (duszenie gilotynowe)               | 2     | 2:35 | Tesla FC 4                               | 14.06.2014 | Pančevo             | Zdobył mistrzostwo TFC w wadze średniej |
| Przegrana | 8-2     | Krzysztof Jotko (12-0)          | Decyzja (większościowa)                      | 3     | 5:00 | MMA Attack 3                             | 27.04.2013 | Katowice            | Bonus za walkę wieczoru |
| Wygrana   | 8-1     | Tomáš Kužela (21-16)            | Poddanie (duszenie zza pleców)               | 2     | N/A  | Heroes Gate                              | 28.12.2012 | Praga               | |
| Wygrana   | 7-1     | Jiří Procházka (4-0)            | TKO (ciosy pięściami)                        | 1     | N/A  | Supreme FC 1: Balkan Fighter Night       | 09.12.2012 | Belgrad             | |
| Przegrana | 6-1     | Swietłozar Sawow (11-4)         | Decyzja (niejednogłośna)                     | 3     | 5:00 | WFC 17: Olimp: Live & Fight              | 21.10.2012 | Lublana             | Pojedynek o pas mistrzowski WFC w wadze średniej |
| Wygrana   | 6-0     | Marko Lukačić (3-0)             | Poddanie (duszenie zza pleców)               | 1     | N/A  | Tesla FC 2                               | 24.12.2011 | Belgrad             | |
| Wygrana   | 5-0     | Jason Lee (3-0)                 | KO (ciosy pięściami)                         | 1     | 1:39 | Ring of Fire 41: Bragging Rights         | 20.08.2011 | Broomfield          | |
| Wygrana   | 4-0     | Nemanja Uverić (2-0)            | Poddanie (duszenie gilotynowe)               | 2     | N/A  | Tesla FC 1                               | 19.06.2011 | Belgrad             | |
| Wygrana   | 3-0     | Svetislav Nikolajev (2-0)       | Poddanie (dźwignia prosta na staw łokciowy)  | 2     | N/A  | Tesla FC 1                               | 19.06.2011 | Belgrad             | |
| Wygrana   | 2-0     | Marko Ignjatović (0-0)          | Poddanie (dźwignia skrętowa na staw skokowy) | 1     | 2:57 | Ring of Fire Europe 2/3                  | 28.08.2010 | Subotica            | |
| Wygrana   | 1-0     | Vladimir Jovanović (0-0)        | Poddanie (dźwignia prosta na staw łokciowy)  | 1     | 3:59 | Ring of Fire Europe 2/3                  | 28.08.2010 | Subotica            | Debiut w MMA |